# Area 51 – Top Secret
Area 51 - Top Secret (Nederlands: Gebied 51 - supergeheim) is een dark water ride in het themagebied Hollywood Street Set in Movie Park Germany. De attractie is gebouwd in 1996 door de Zwitserse attractiebouwer Intamin als Bermuda Triangle - Alien Encounter. De attractie is tien meter hoog. Er varen dertien boten op de attractie en de capaciteit is achthonderd personen per uur. De minimale lengte om in de attractie te mogen is 120 centimeter. Bij een lengte tussen 90 en 120 centimeter is het betreden van de attractie alleen toegestaan onder begeleiding van een volwassene. In de rit bevinden zich twee afdalingen die een grote waterplons veroorzaken. Dit wordt ook wel een shoot-the-chute genoemd.

## Bermuda Triangle
Het verhaal achter de attractie was tot 2019 dat de nepvulkaan waaronder de attractie ligt zich in de Bermuda Driehoek bevindt. Regelmatig verdwijnen er schepen en vliegtuigen op mysterieuze wijze in dit gebied. Als bezoeker krijg je te zien waarom dit zo is: in de Bermuda Driehoek bevinden zich aliens die mensen ontvoeren. Dit was ook te zien tijdens de darkride. In verschillende scènes betreed je een laboratorium waar ontvoerde mensen liggen opgeslagen in vrieskisten.
De attractie was een kopie van de voormalige attractie met dezelfde naam in Seaworld Australia, welke in 2003 werd vervangen door de attractie Storm Coaster

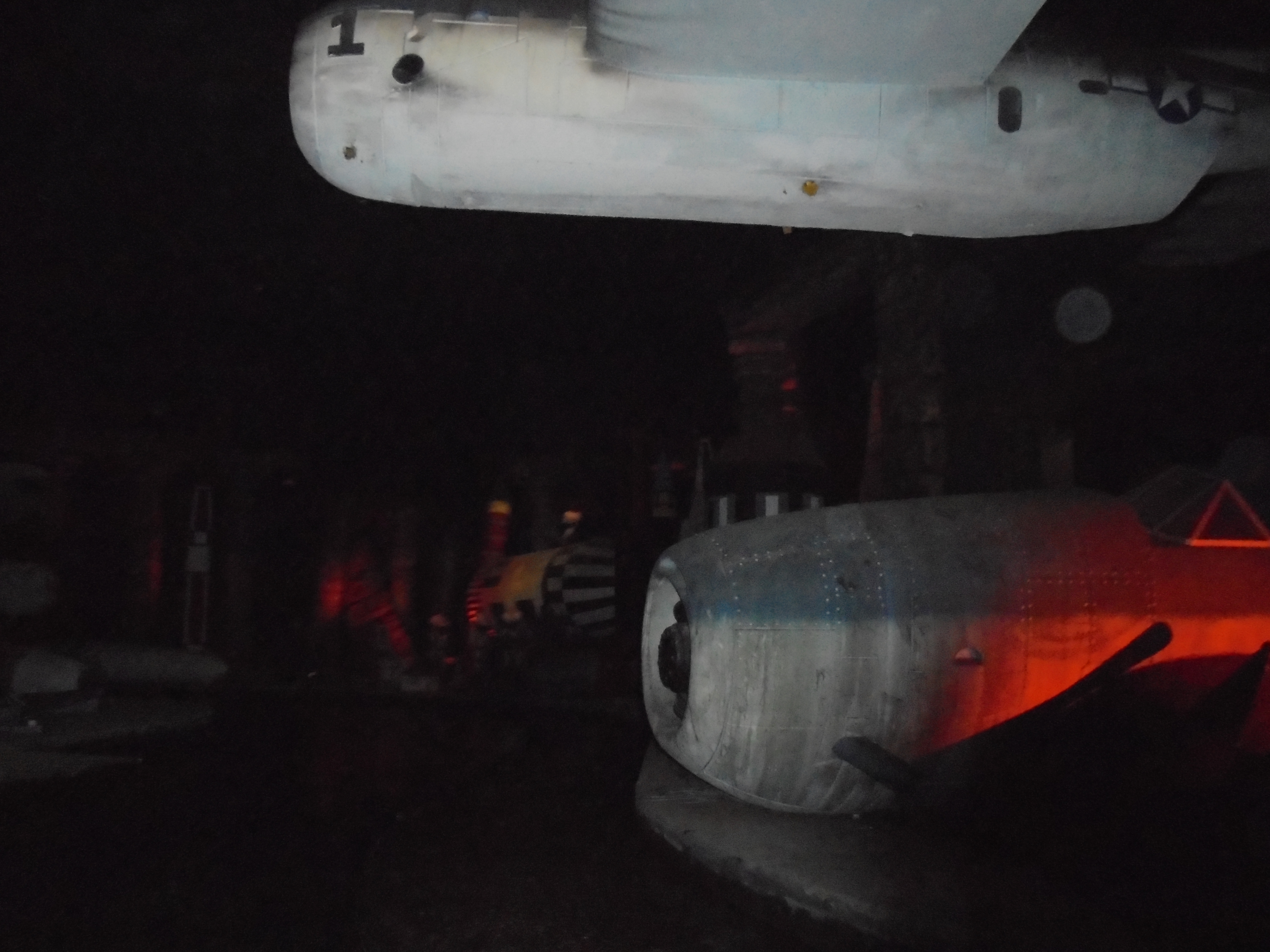
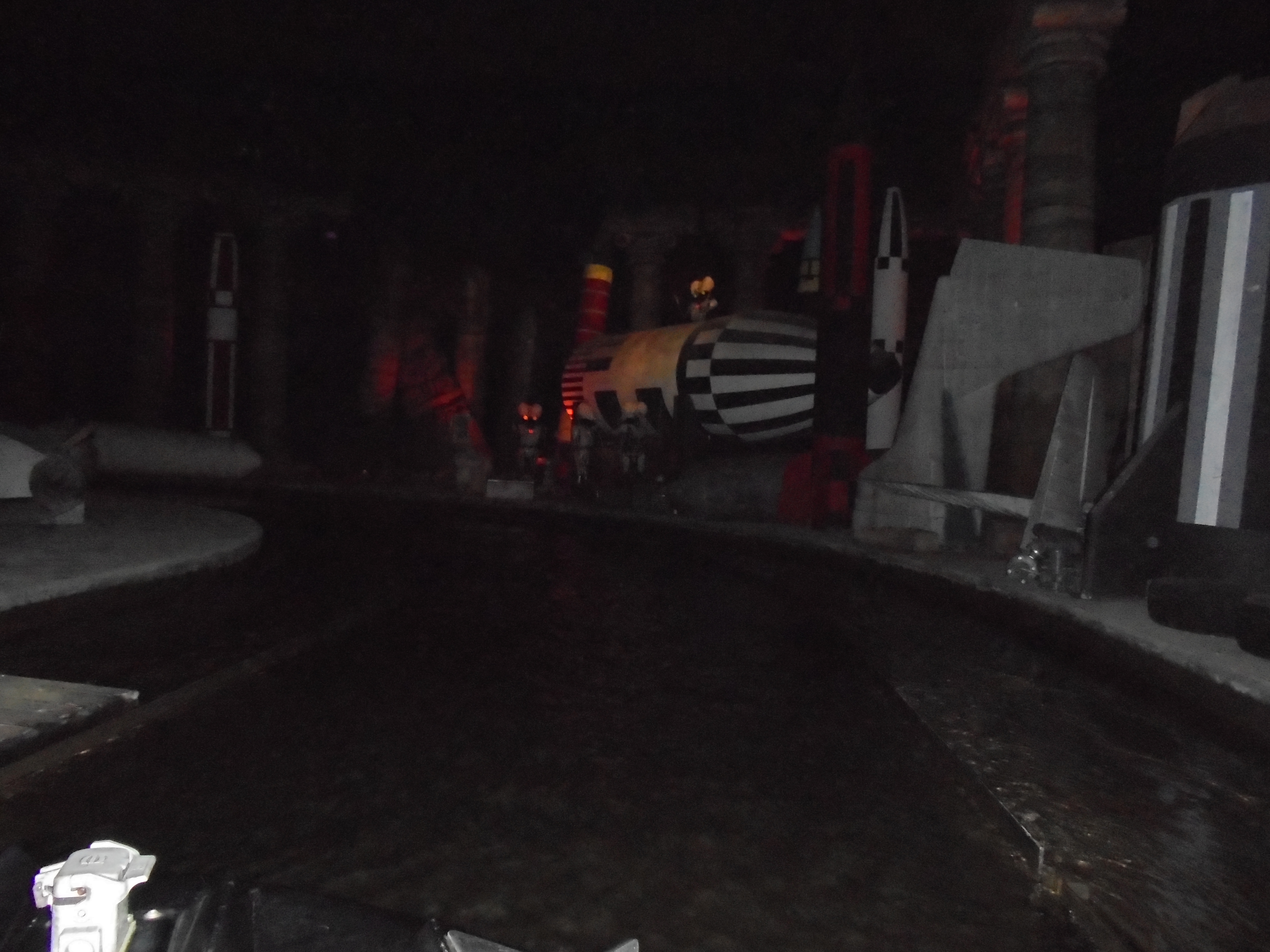
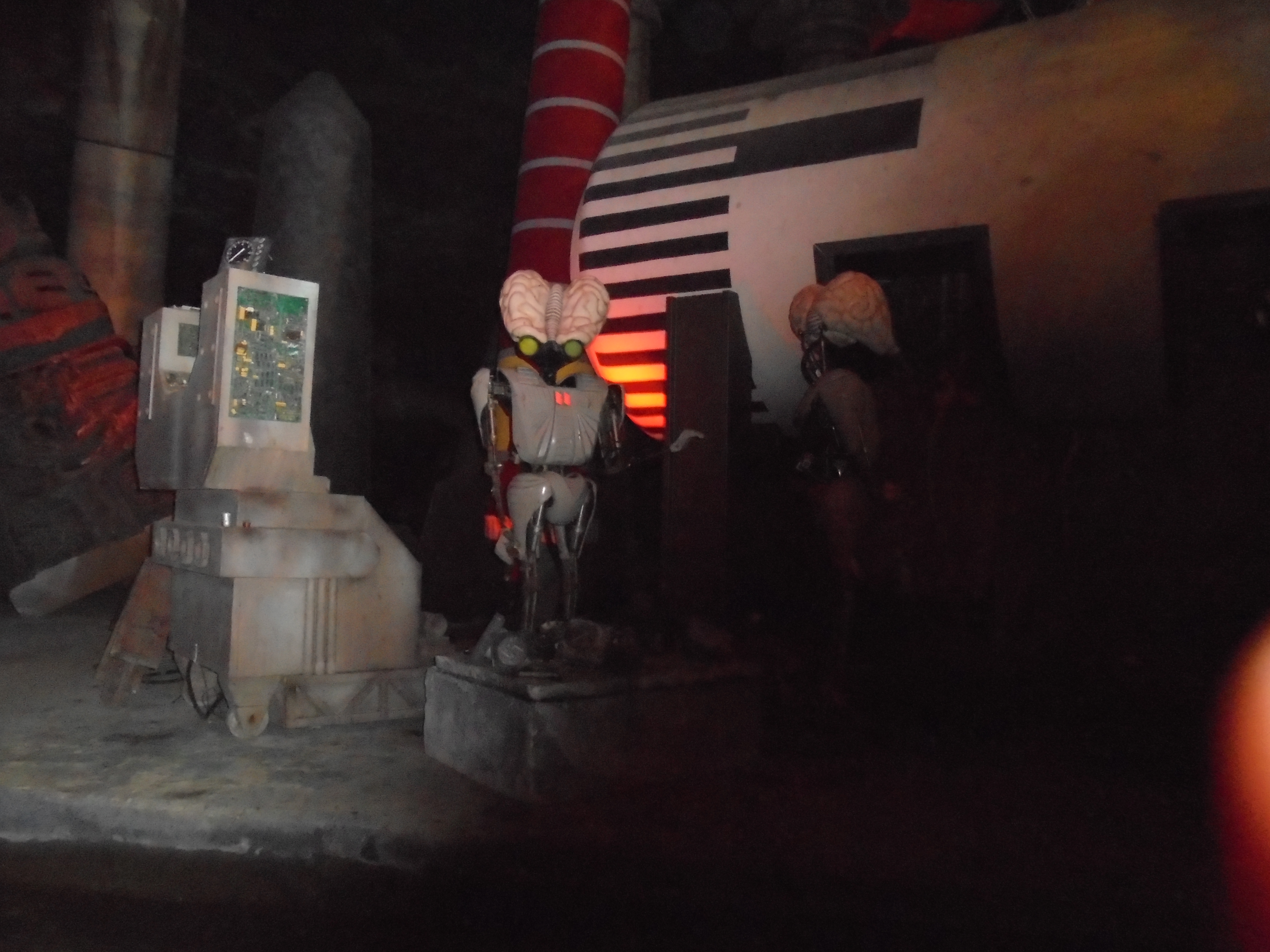
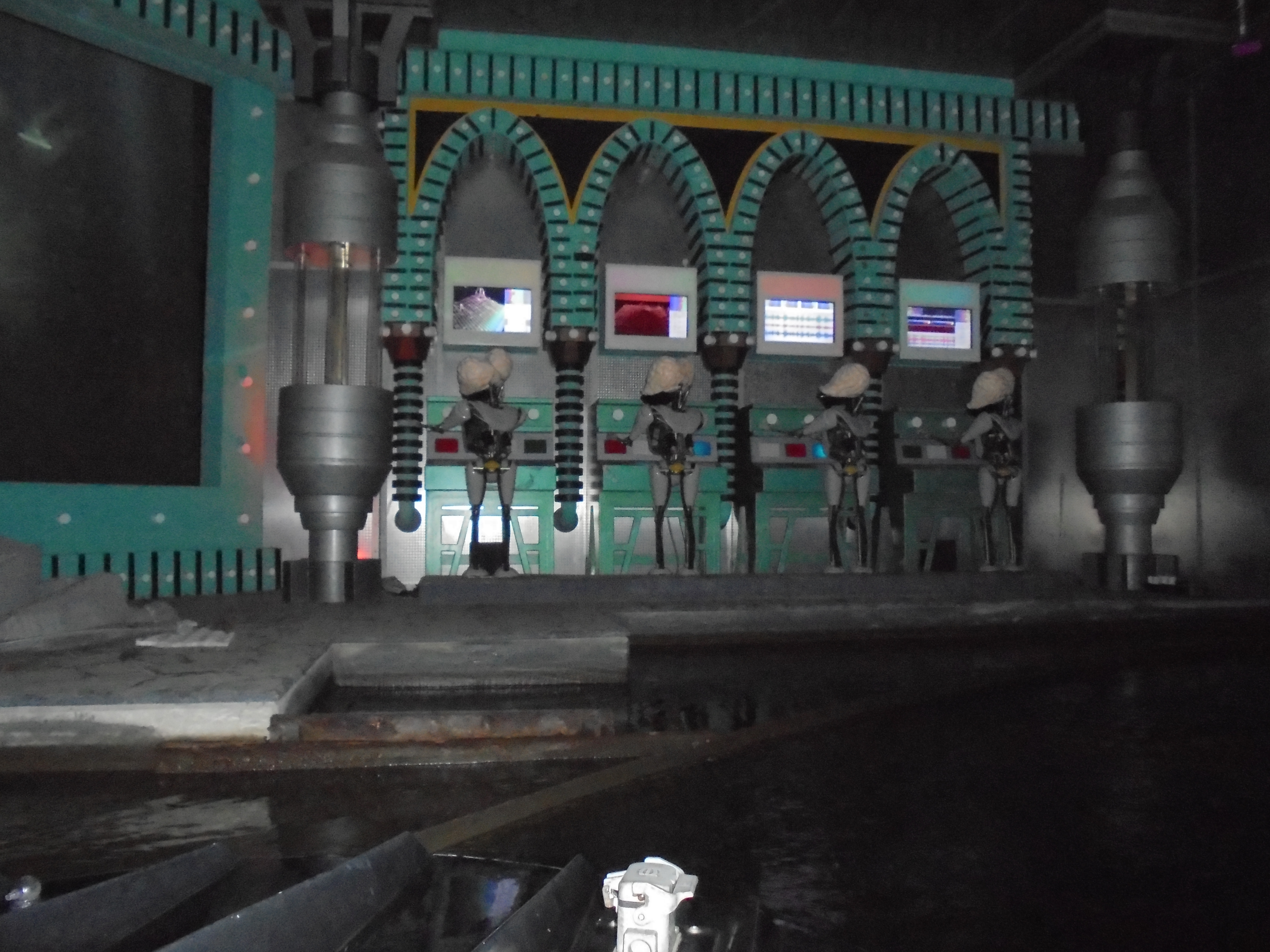
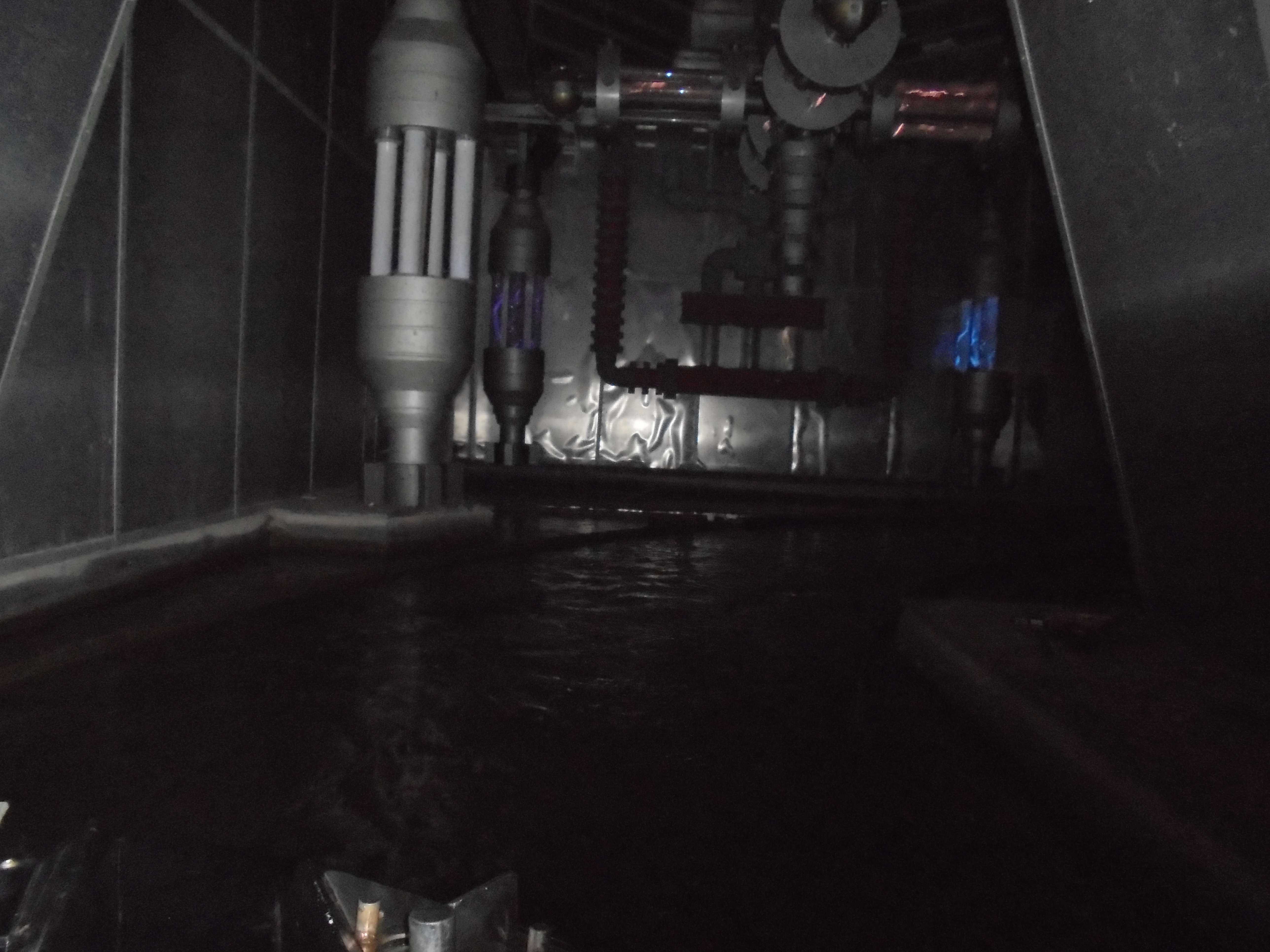

## Area 51
Rond 2018 besloot de directie van Movie Park dat de Bermuda Triangle nodig toe was aan renovatie, onder andere gezien de attractie kampte met achterstallig onderhoud. Met de renovatie wilde het park ook een nieuw thema geven aan de attractie. Hierbij kozen ze voor Area 51, een geheimzinnige militaire basis in Nevada, wat bekend is om het gerucht dat daar wordt geëxperimenteerd met buitenaards leven en technologie. De renovaties begonnen in maart 2019 en op 6 augustus 2019 ging de attractie weer open. Het verhaal is nu dat de overheid enkele burgers een rondleiding geeft in de faciliteit. Voor de renovatie zijn de bergen geverfd van een vulkaan naar een woestijnberg, verder is er nu ook een voorshow en er zijn meer rekwisieten toegevoegd zoals militaire vliegtuigen.